# Igo Etrich

Igo Etrich (1908)

Ignaz „Igo“ Etrich (* 25. Dezember 1879 in Ober Altstadt, Österreich-Ungarn; † 4. Februar 1967 in Salzburg) war ein österreichisch/ungarischer Pilot und Flugzeugkonstrukteur.

## Leben
Etrich, dessen Vater Ignaz Etrich in Oberaltstadt Spinnereien besaß, besuchte die Oberrealschule in Trautenau (Trutnov) und die Handelsschule in Leipzig. Dann trat er in das Unternehmen seines Vaters ein. Er interessierte sich aber vor allem für die Flugfähigkeit der Vögel. Mit seinem Vater baute er ein Versuchslabor. Nach dem Tode von Otto Lilienthal kaufte sein Vater mehrere Gleiter, welche ihm den Weg wiesen. Er entwickelte 1903 den ersten Nurflügel nach dem Vorbild des Flugsamens von Zanonia macrocarpa und bekam 1905 das Patent darauf. Franz Xaver Wels war sein Partner und später Testpilot.

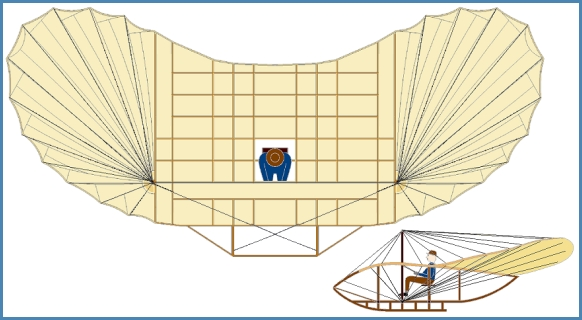
Etrich-Wels-Gleiter 1906

Mit dem ab 1906 entwickelte Etrich-Wels-Gleiter Zanonia III flog am 2. Oktober 1907 zum ersten Mal ein manntragender Nurflügel. Franz Xaver Wels pilotierte ihn stehend, denn ein Sitz war zu diesem Zeitpunkt noch nicht eingebaut.

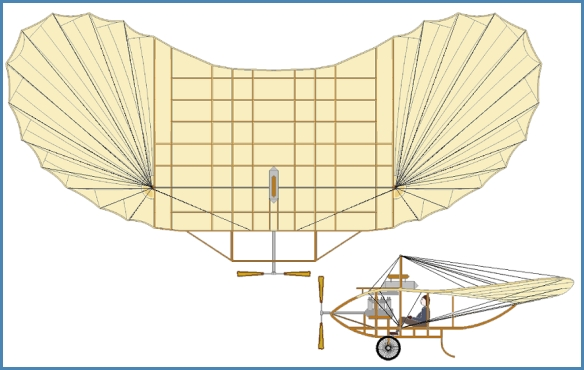
Etrich 1, 1907

Etrich ging 1907 nach Wien, wo er auf dem Gelände der Rotunde im Wiener Prater 1907 sein erstes Motorflugzeug, die Etrich 1 baute, bei dem der Motor mit einer Leistung von 24 PS am Heck angebracht war. Erst nachher verbesserte er das Flugzeug (Spitzname Praterspatz) mit einem Frontpropeller und einem zusätzlichen konventionellen Leitwerk. Mit Franz Wels, später mit Karl Illner, entwickelte er die Monoplane weiter – Wels trennte sich von ihm und widmete sich den Doppeldeckern.

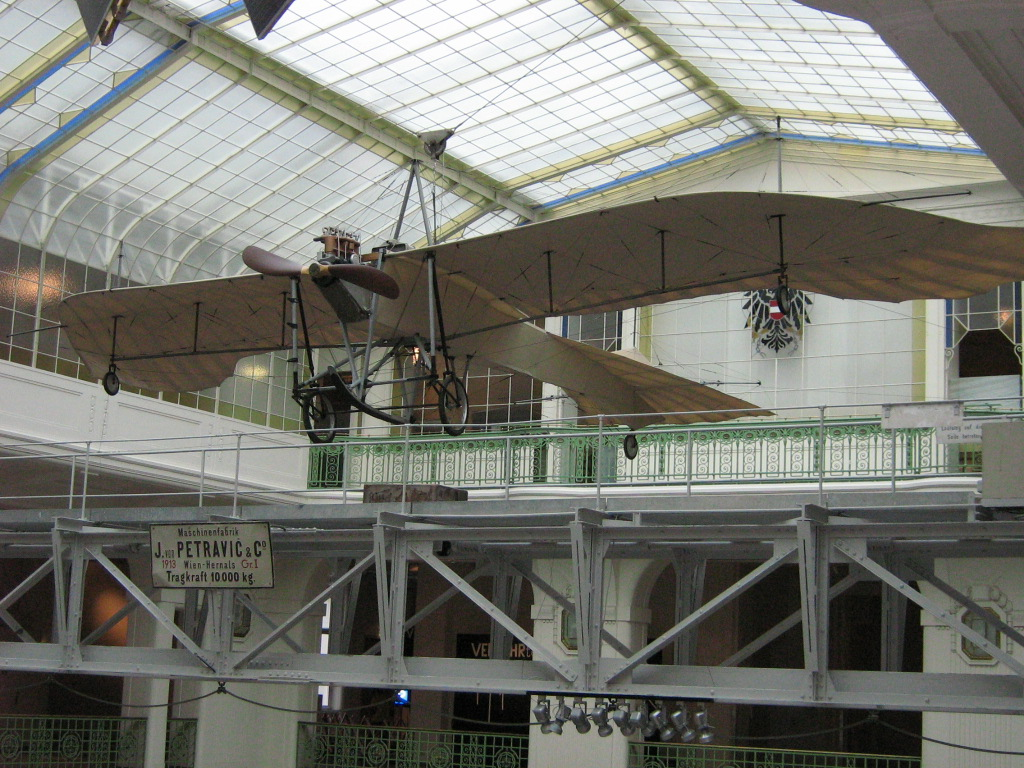
Etrich II im Technischen Museum Wien

Nach der Gründung des Flugfeldes in Wiener Neustadt 1909 errichtete er dort zwei Hangars und führte weitere Flugversuche durch. Er verbesserte die Etrich 1 durch einen stärkeren Motor. Die Seitenruder wurden mit den Füßen verstellt, für die Flächenverwindung (Querruder wurden erst später allgemein verwendet) und das Höhenruder führte Etrich die Steuerung mittels eines Lenkrades aus einem Automobil ein: der Vorläufer des heutigen Steuerhorns. 1910 fand der Jungfernflug der Etrich Taube, Etrich II, statt.
Etrichs Taube wurde in Österreich patentiert, und aufgrund der guten Flugleistungen konnte Etrich einen Vertrag mit Edmund Rumpler abschließen, dem zufolge diesem gegen eine Lizenzgebühr das Recht eingeräumt wurde, das Flugzeug in Deutschland unter dem Namen Etrich-Rumpler-Taube nachzubauen. Jedoch sah sich das deutsche Patentamt außerstande, ein Patent auf die Etrich-Taube zu erteilen, so dass das Flugzeug von jedermann gebührenfrei nachgebaut werden durfte. Aus dem Jahr 1897 lag bereits die Schrift von Professor Friedrich Ahlborn Über die Stabilität der Flugapparate vor, der die Form des Zanonia-Samens mit seinen idealen Flugeigenschaften und die Bedeutung der Form für den zukünftigen Flugzeugbau erkannt hatte. Rumpler leistete daraufhin keine Zahlungen mehr an Etrich und brachte dem Vertrag zuwider das gleiche Flugzeug unter dem Namen Rumpler-Taube heraus.

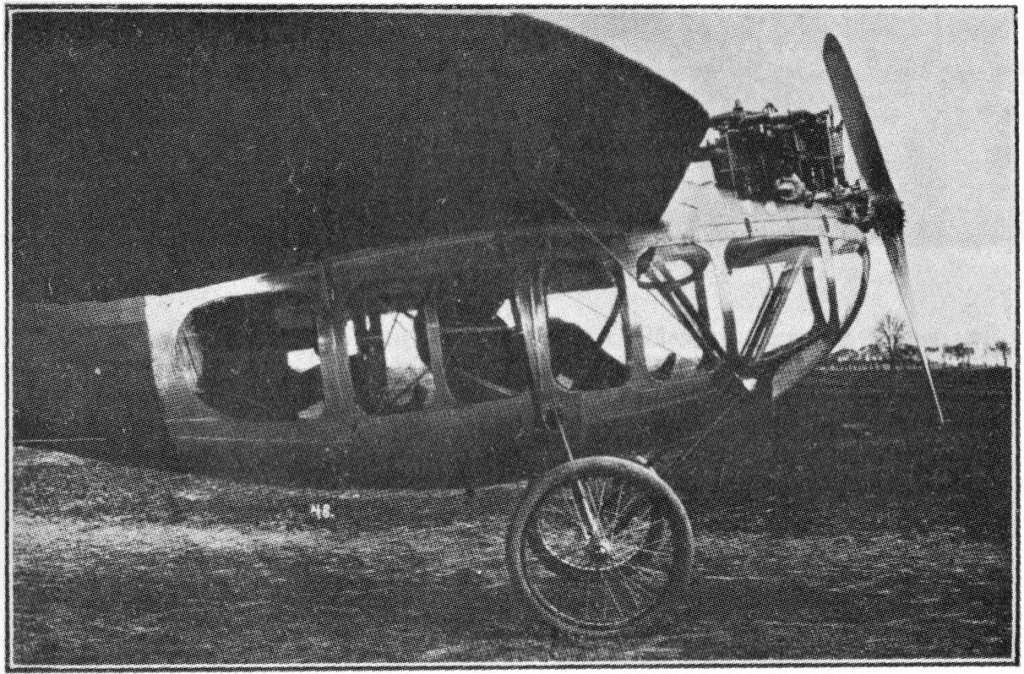
Etrich Luft-Limousine, 1913

Etrich gründete daraufhin 1912 die Etrich-Fliegerwerke in Liebau/Schlesien (heute Lubawka/Polen) und entwarf dort mit der Luft-Limousine das erste Passagierflugzeug mit vollständig geschlossener Passagierkabine. Das Konstruktionsbüro leitete Ernst Heinkel.
Später gründete er die Brandenburgischen Flugzeugwerke und nahm aus Liebau seinen sehr talentierten Konstrukteur Ernst Heinkel mit sich. Nach dem Ersten Weltkrieg ging Etrich nach Trautenau zurück und entwarf 1929 ein weiteres Flugzeug: Die Sport-Taube, ein 40 PS starkes Sportflugzeug.
Bei den ersten Testflügen stellte sich heraus, dass dieses Flugzeug schneller flog als die damaligen Militärflugzeuge der Tschechoslowakei. Die tschechischen Behörden unterstellten Etrich, sein Flugzeug für Schmuggelaktivitäten gebaut zu haben, und beschlagnahmten es.
Igo Etrich gab daraufhin seine Bemühungen in der Luftfahrt auf und widmete sich ganz seinem Textilmaschinen-Betrieb.
1945 wurde Etrich enteignet und aus der Tschechoslowakei vertrieben.
Später wandte sich Etrich dem Spiritismus zu und publizierte in höherem Alter auch eine kleine Broschüre über seine spiritualistische Weltanschauung (Bekenntnis und geistiges Vermächtnis des Flugpioniers Dr. Ing. h.c. Igo Etrich).
Sein Ehrengrab befindet sich am Salzburger Kommunalfriedhof, welches auch mit Angehörigen der Lütgendorff-Gyllenstorm Familie sowie der Wagner Familie geteilt wird.
Die Etrich II ist im Technischen Museum in Wien ausgestellt.

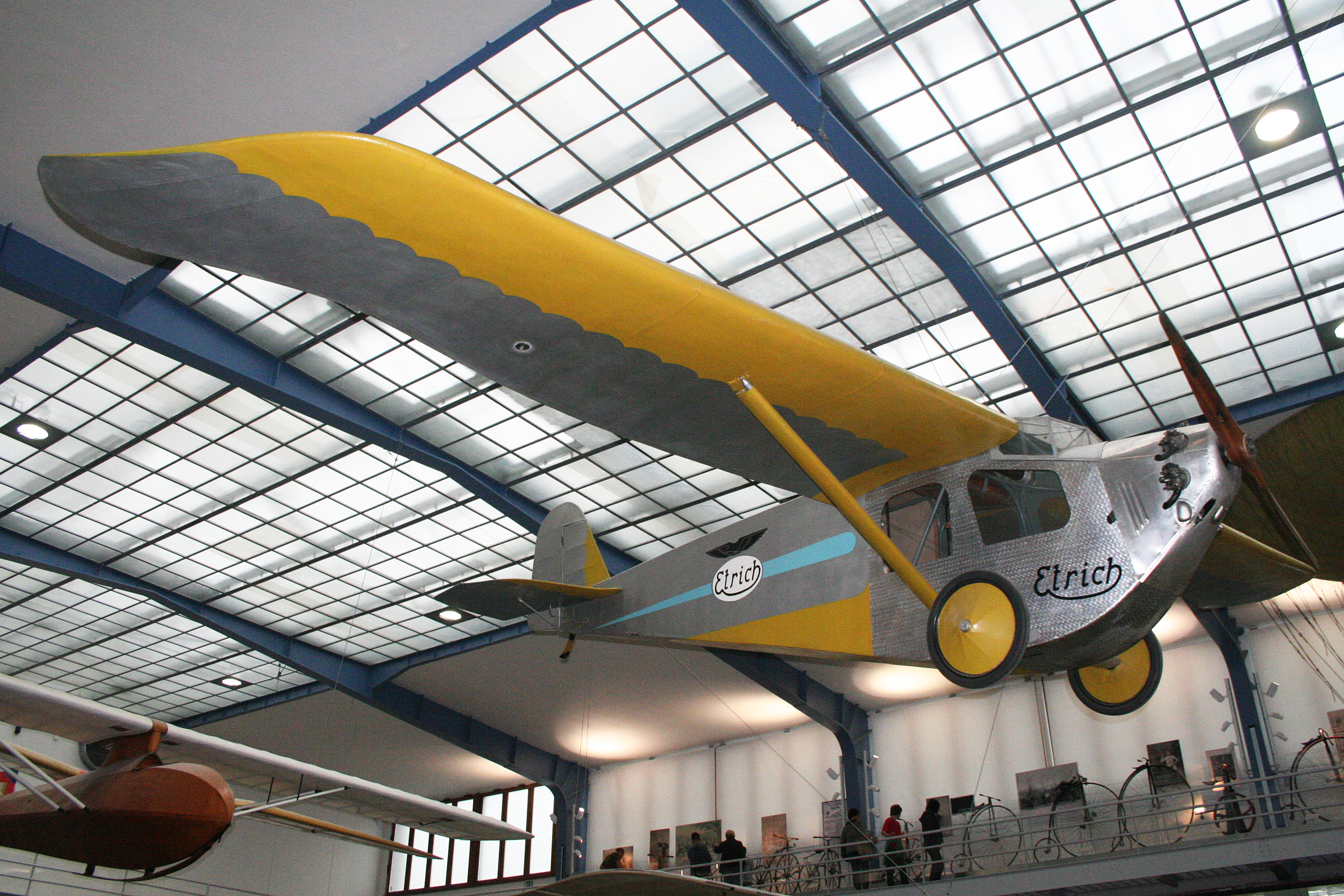
Sport-Taube im Technischen Nationalmuseum Prag

Die Sport-Taube ist heute im Technischen Museum Prag ausgestellt.

## Politisches Engagement
Etrich war von 1935 bis 1938 Mitglied der Sudetendeutschen Partei und trat zum 1. November 1938 offiziell der NSDAP bei (Mitgliedsnummer 6.685.942). In seinem Aufnahmeantrag für die Reichsschrifttumskammer hieß es 1943, Etrich stehe bereit, um „nach dem Sieg der deutschen Waffen an der Lösung der großen technischen Probleme mitzuwirken, welche dem deutschen Volk durch den Raumgewinn im Osten erwachsen werden“.

## Ehrungen

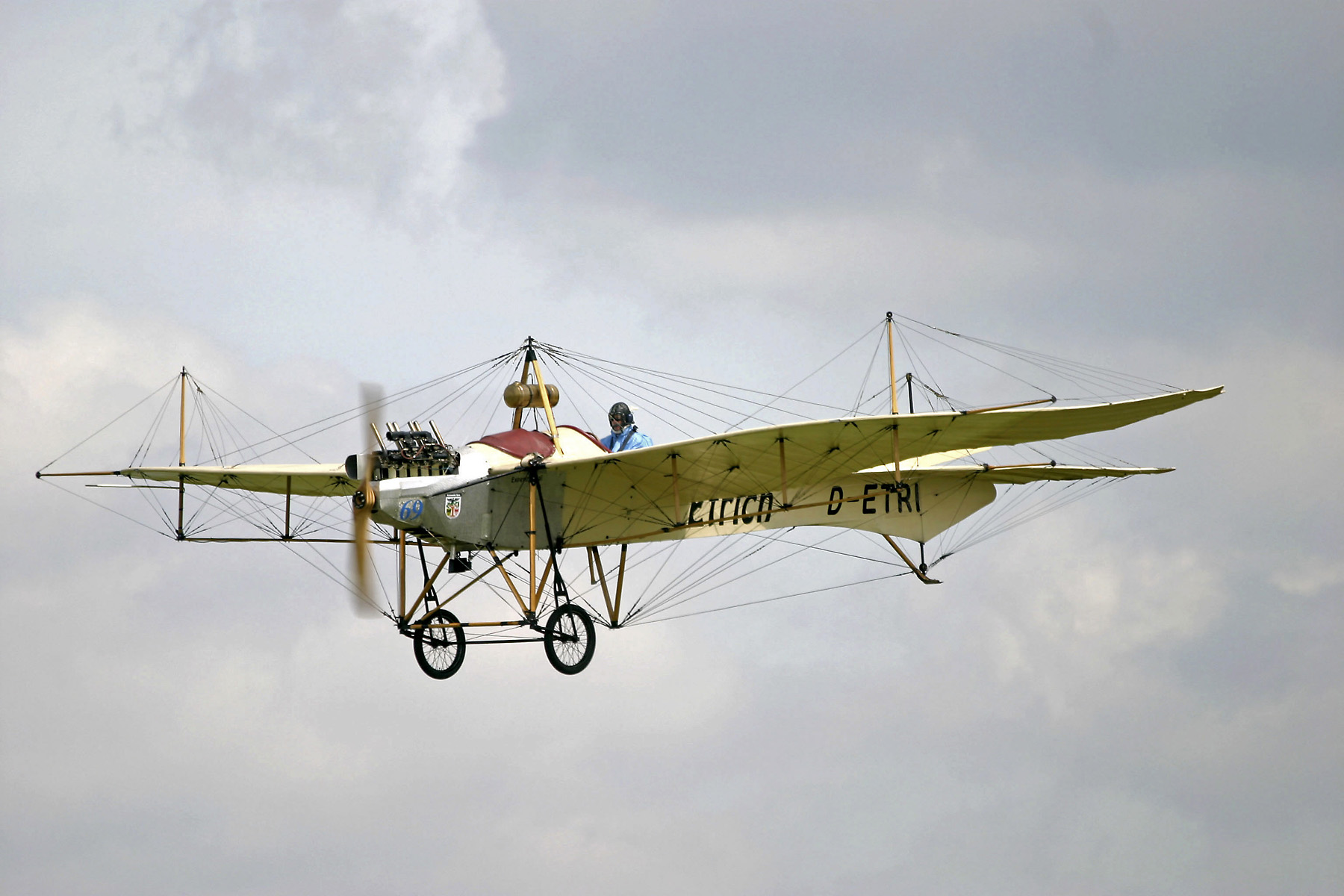
Nachbau der Taube auf der ILA 2004

1944 verlieh die TU Wien Etrich ein Ehrendoktorat. 1955 erhielt er das Verdienstkreuz (Steckkreuz) der Bundesrepublik Deutschland. 1959 wurde Igo Etrich mit dem Karl-Renner-Preis ausgezeichnet.
In Wien-Simmering (11. Bezirk) wurde 1971 und in Graz 1975 die Etrichstraße nach dem Flugzeugkonstrukteur benannt. Auch in Salzburg, Lind (Villach), Linz, Innsbruck und Berlin-Adlershof tragen Straßen seinen Namen. In Wiener Neustadt trägt die Etrichgasse ebenfalls den Namen dieses Flugpioniers.
Eine österreichische 25-Euromünze zeigt auf der Bildseite Etrich als Seitenansicht in der Etrich Taube sitzend.